# Baldi's Basics in Education and Learning
Baldi's Basics in Education and Learning (познате и као Baldi's Basics и Baldi's Basics Classic) је хорор видео игра из 2018. коју је креирао амерички инди програмер Мика Мекгонигал, познат под псеудонимом Mystman12. Игра сатире едукативне игре 1990-их кроз лошу графику и сличне теме (као што су Sonic's Schoolhouse, I.M. Meen и 3D Dinosaur Adventure), а касније је своје елементе деконструисала у метафиктивни хорор жанр у недавним ажурирањима, као што је закључење пакетне верзије Baldi's Basics Classic Remastered.

## Историја игре
Baldi's Basics су први пут објављене у бета верзији 31. марта 2018. преко Itch.io за Мајкрософт Виндовс и MacOS. Пуно издање игре, укључујући додатни садржај и мод приче, под називом Baldi's Basics Plus, објављено је у раном приступу 12. јуна 2020., а развој је у току.

## Прича
Пријатељ главног јунака заборавља седам свеска у локалној школи, али не може сам да их набави јер би закаснио на „вежбање јела“, па тражи од протагонисте да их донесе. Када играч стигне, Балди, један од наставника, испитује играча једноставним математичким проблемима сваки пут када пронађе свеску (три по књизи), нудећи му шансу да добије „нешто посебно“ ако на све одговоре тачно. Када се на сва питања одговори тачно, Балди нуди протагонисту четвртину, дајући му приступ да користи аутомат који дистрибуира појачиваче када први пут прођу поред жутих љуљајућих врата. Балдија је такође врло лако наљутити и, након што играчу представи немогуће математичке проблеме, почеће да их јури када неминовно не успе да тачно одговори на њих. Протагониста је приморан да настави да тражи све остале свеске избегавајући и друге ученике и разне препреке.

### Алтернативни завршетак
Ако играч одлучи да одговори погрешно на свако питање у седам свески, доживеће крај који укључује увећану и ротирану верзију Балдија и другог скривеног лика, Нула, који тражи од играча да уништи игру, пре него што се игра сама затвори.

## Играње
У игри, играч мора да лоцира свих седам свеска, а да га учитељ, Балди, не ухвати. Други ученици и професори покушавају да ометају играча приморавајући их да учествују у разним активностима. Свака свеска садржи три једноставна аритметичка задатка користећи предмет математике, али треће питање је нерешиво у другој свесци па надаље. Како играч наставља да не испуњава немогућа питања, Балди се креће брже и постаје све теже за избећи.
Када играч сакупи све свеске, Балди ће изгледати као да им честита пре него што викне играчу да „излази док још можеш“ (Baldi's Basics)/каже играчу да „пронађе излаз пре него што те ухвати“ (Baldi's Basics Classic Remastered). Постоје три трик излаза и само један који ће омогућити играчу да побегне, а играч мора да покрене сва три пре него што може да искористи прави излаз.
Играч може да скупља различите предмете из школе, као што је чоколадица која спречава да им издржљивост падне у кратком временском периоду, сок који може да се користи за избацивање ликова, пар маказа које могу привремено да онеспособе неке од препреке и неколико других ствари.

## Развој и издавање
Игра је првобитно направљена као улазак у годишњи Meta-Game Jam на Itch.io, где је освојила 2. место. У интервјуу за Game Developer, програмер игре је навео игру Sonic's Schoolhouse из 1996. као своју главну инспирацију. Игра је првобитно требало да буде направљена за 3DS користећи SmileBasic.
Програмер је покренуо Kickstarter кампању за игру, где је најавио да ће прототип за рани приступ за целу игру, под називом Baldi's Basics Plus, бити објављен 12. јуна 2020. Kickstarter је прикупио укупно 61.375 долара. Развој је у току од тада, са додатним садржајем као што су нови ликови, нове ставке, мини игре, изазовни режими, 'излети' и нови распоред за школску кућу, који укључује више нивоа и процедуралне генерације, слично Roguelike-у из првог лица и хибридна игра dungeon crawler.
Дана 21. октобра 2022. објављен је ремастер и компилација три игре на компјутерским платформама под називом Baldi's Basics Classic Remastered, која укључује оригиналну игру, Baldi's Basics Birthday Bash, и демо верзију Baldi's Basics Plus, са додатним функцијама као што је забава подешавања и више алтернативних завршетака.

## Пријем
Упркос лошој графици, постао је веома популаран због свог хумора, тежине и надреалне игре. Популарни јутјубери као што су DanTDM, Markiplier, Jacksepticeye, PewDiePie, 8-BitRyan, Kindly Keyin, The Frustrated Gamer и Dakblake снимили су видео записе о игрици, помажући јој да повећа своју популарност.